# ガルデルマ
ガルデルマは、皮膚に特化した医薬品の製造と販売を行う多国籍企業。スイス・ツークに本社を置き、世界約40カ国に拠点を持つ。スイス証券取引所上場企業（SIX: GALD）。
社名は、製剤研究を意味する「Galenic」と皮膚科学を意味する「Dermatology」を組み合わせたもの。

## 沿革
- 1981年 - ネスレとロレアルの合弁会社としてガルデルマを設立
- 1986年 - ガルデルマ フランス、ガルデルマ イタリアを設立
- 1989年 - ガルデルマ カナダ、ドイツ、スペイン、イギリス等を設立
- 1994年 - フランスにアルビー・シュル・シェラン工場を設立
- 1995年 - 初の自社開発品として、外用尋常性ざ瘡治療剤 ディフェリン® を発売
- 1996年 - 日本法人 ガルデルマ株式会社を設立
- 1997年 - ベーリンガーインゲルハイム（ドイツ）の子会社である Basotherm社 を買収
- 1998年 - アメリカ ニュージャージー州・プリンストンに研究開発センターを開設
- 1999年 - エフ・ホフマン・ラ・ロシュ・リミテッド（スイス）より外用抗真菌剤 Loceryl® のライセンスを取得
- 2000年 - カナダ モントリオール工場が生産活動を操業開始
- 2001年 - 光線角化症、基底細胞癌治療剤 Metvix® のライセンスを取得
- 2002年 - 日本にて医療用医薬品外用抗真菌剤 ペキロン®クリーム の販売権を取得し営業活動を開始
- 2004年 - 乾癬治療剤 Clobex®Shampoo を米国にて発売。肝斑治療剤 Tri-Luma® のライセンスを取得
- 2005年 - D（皮膚科用剤）市場にて販売額第1位を獲得（IMSデータ 2005年9月MAT Dクラス 33カ国集計）
- 2006年 - フランス ソフィア・アンティポリスの研究開発センターを新設。日本にて、外用尋常性ざ瘡治療剤 ディフェリン®ゲル0.1％ の製造販売承認申請
- 2008年 - 外用尋常性ざ瘡治療剤 ディフェリン®ゲル0.1％ を発売
- 2009年 - 眉間の表情じわ治療薬 Azzalure® をヨーロッパで発売。乾癬治療剤 Oracea® （米製品名：Vectical®）を米国、ヨーロッパで発売
- 2010年 - 全世界の売上が10億ユーロを突破。尋常性ざ瘡治療剤 Differin®ローション を米国で発売
- 2011年 - スウェーデンの美容皮膚科関連製品メーカー Q-Med を買収
- 2014年 - ロレアルがガルデルマの株式をネスレに売却[1]
- 2019年 - ネスレがガルデルマの株式をスウェーデンのEQTに売却[2]
- 2024年 - スイス証券取引所に株式を公開[3]

## 研究開発センター
- ソフィア・アンティポリス研究開発センター（フランス）
- ウプサラ研究開発センター（スウェーデン）
- プリンストン研究開発センター（アメリカ）
- 東京研究開発センター（日本）

## 生産工場
- アルビー・シュル・シェラン工場（フランス）
- ウプサラ工場（スウェーデン）
- モントリオール工場（カナダ）
- ホルトランディア工場（ブラジル）

## 日本法人
日本法人のガルデルマ株式会社は1996年に設立、現在は東京（大手町フィナンシャルシティ）に拠点を置く。敏感肌用スキンケアブランドのセタフィル、ヒアルロン酸使用軟組織注入材のレスチレンを中心に販売している。